# Pico do Desengano
Pico do Desengano är en bergstopp i Brasilien.   Den ligger i kommunen Santa Maria Madalena och delstaten Rio de Janeiro, i den sydöstra delen av landet, 900 km sydost om huvudstaden Brasília. Toppen på Pico do Desengano är 1 210 meter över havet.
Terrängen runt Pico do Desengano är bergig österut, men västerut är den kuperad. Runt Pico do Desengano är det mycket glesbefolkat, med 4 invånare per kvadratkilometer..
I omgivningarna runt Pico do Desengano växer i huvudsak städsegrön lövskog.